# Museo Nacional de Abruzos
El Museo Nacional de Abruzos (en italiano: Museo Nazionale d'Abruzzo), abreviado como MuNDA, es un museo estatal italiano con sede en L'Aquila. Históricamente ubicado en el fuerte español, fue trasladado a un antiguo matadero luego del terremoto de 2009.
El museo está dedicado a exponer obras de arte, hallazgos arqueológicos y esculturas de los Abruzos, siendo uno de los museos más importantes de Italia.
Además el museo es propiedad del Ministerio de cultura de Italia y desde 2019 se encuentra incluida en la lista de museo con autonomía especial.

## Historias
Los orígenes del museo se remontan al activismo del profesor Mario Chini, estudioso del renacimiento en aquilano. En colaboración con el alcalde de L'Aquila, Vincenzo Camerini, Chini fundó el Museo Cívico en un ala restaurada del Palacio Margherita, realizando un gran labor archivístico y bibliográfico sobre el arte local. Posteriormente el monasterio Santa María del Recomendado, ubicado en el corso Víctor Manuel y que desde 1861 había albergado el ayuntamiento del municipio (el cual fue transferido al Palacio Margherita).
En 1935 fue inaugurado el Museo diocesano de Arte Sacro, desmantelado en 1942, siendo fusionado con el depósito de Superintendencia de Abruzos en el Fuerte español en 1966.
En 1951, después de la Segunda Guerra Mundial, el fuerte fue elegido para ser la sede del nuevo Museo Unitario, albergando una amplia colección arqueológica del antiguo Museo Cívico Santa Maria del Recomendado. También albergaría un esqueleto de mamut encontrado en Scoppito en 1956.
De hecho antes de este año no existía colección unitaria de hallazgos arqueológicos y conjuntos artísticos de interés. En los primeros años del siglo XX se abrió una colección arqueológica en el monasterio Santa María del Recomendado, enriquecida en 1924 con los hallazgos provenientes de Alba Fucens. El museo nació con el objetivo de establecer un lugar cívico en L'Aquila para exponer el patrimonio arqueológico y medieval, renacentista y barroco de los Abruzos. Este contenía muchas estatuas (especialmente madonnas), frescos de algunos monasterios y esculturas de edificios privados que corrían el riesgo de ser dispersadas, destruidas, desmembradas o incluso de ser vendidas en el mercado negro, como es el caso de la Madonna di Fossa, que había sido vandalizada y casi todas la vidrieras de su tabernáculo fueron robadas. Estas estatuas conservadas en monasterios alejados y que estaban en peligro, como la de la Iglesia de Santa Maria del Ponte a Tione o la Madonna di Lettopalena fueron tomadas y catalogadas para su alojamiento en el fuerte.
El terremoto del 6 de abril de 2009 causó graves daños al Fuerte español. El Ministerio de Cultura italiano se aseguró de resguardar la colección del museo, pues algunas estatuas habían sufrido daños debido al derrumbe de algunos muros en el interior del museo (y algunas de ellas todavía siguen siendo restauradas). Parte del patrimonio del museo fue trasladada en 2015 a un antiguo matadero (solo un 50 % de la colección del museo se encuentre en el matadero).

## Descripción

### Sede del Fuerte Español (1953-2009)

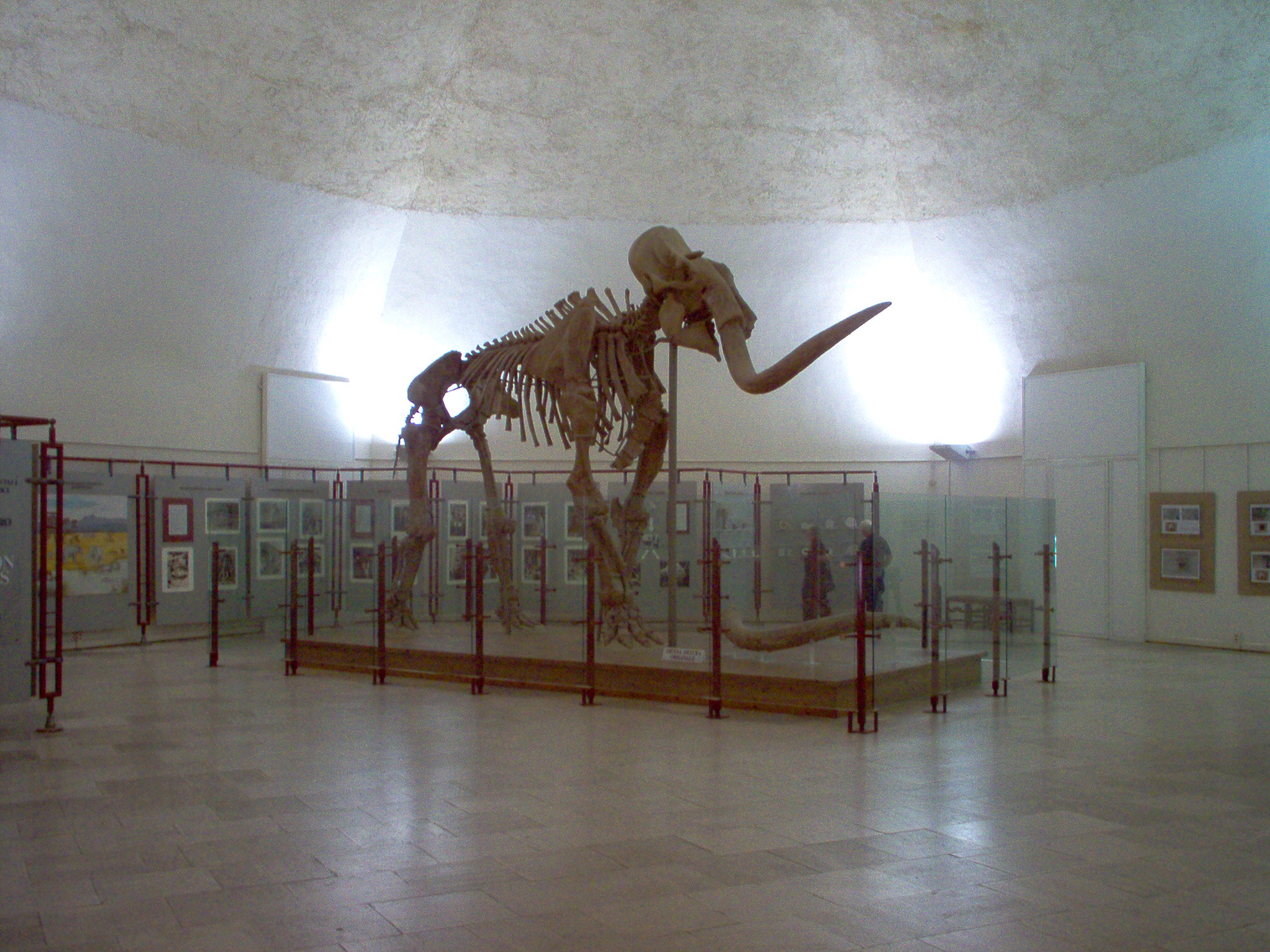
Esqueleto de mamut en el Fuerte Español.

#### Planta baja
La planta baja del museo contiene principalmente hallazgos arqueológicos y esculturas. El principal atractivo es un gran esqueleto mammuthus meridionalis ubicado en la primera sala. También contiene algunas pinturas y esculturas de Emilio Greco y obras de arte de finales del siglo XIX e inicios del XX, como i Morticelli, de Francesco Paolo Michetti y  La lavandaia, de Pasquale Celommi.

#### Planta alta
La planta alta expone diversos artículos religiosos (esculturas, crucifijos, pinturas, estatuas, etc) provenientes del siglo XIII. También hay objetos del siglo XIV, de artista de Umbría y Bolonia. Estos objetos son muestras claras de como influyó el románico (y más tardíamente el góticorromano) en el arte de Abruzos.

### Sede del antiguo matadero municipal
La nueva sede del museo está ubicada en el Barrio Borgo Rivera, sobre un antigua matadero municipal. Las primeras salas están dedicadas a la arqueología (especialmente provenientes de Aveia y Peltuinum). Uno de los hallazgos más importantes es el del calendario amiternino, que mostraba las fechas de las festividades litúrgicas de Amiternum.
También se exponen varias madonnas y obras dedicadas a san Francisco de Asís. Las salas están equipadas con sistemas de multimedia, especialmente las áreas del arte barroco de L'Aquila y las cerámicas de Castelli.